# Desert Hills, Arizona
Desert Hills je naseljeno područje za statističke svrhe u američkoj saveznoj državi Arizona. Prema popisu stanovništva iz 2010. u njemu je živjelo 2,245 stanovnika.